# FC Ganshoren

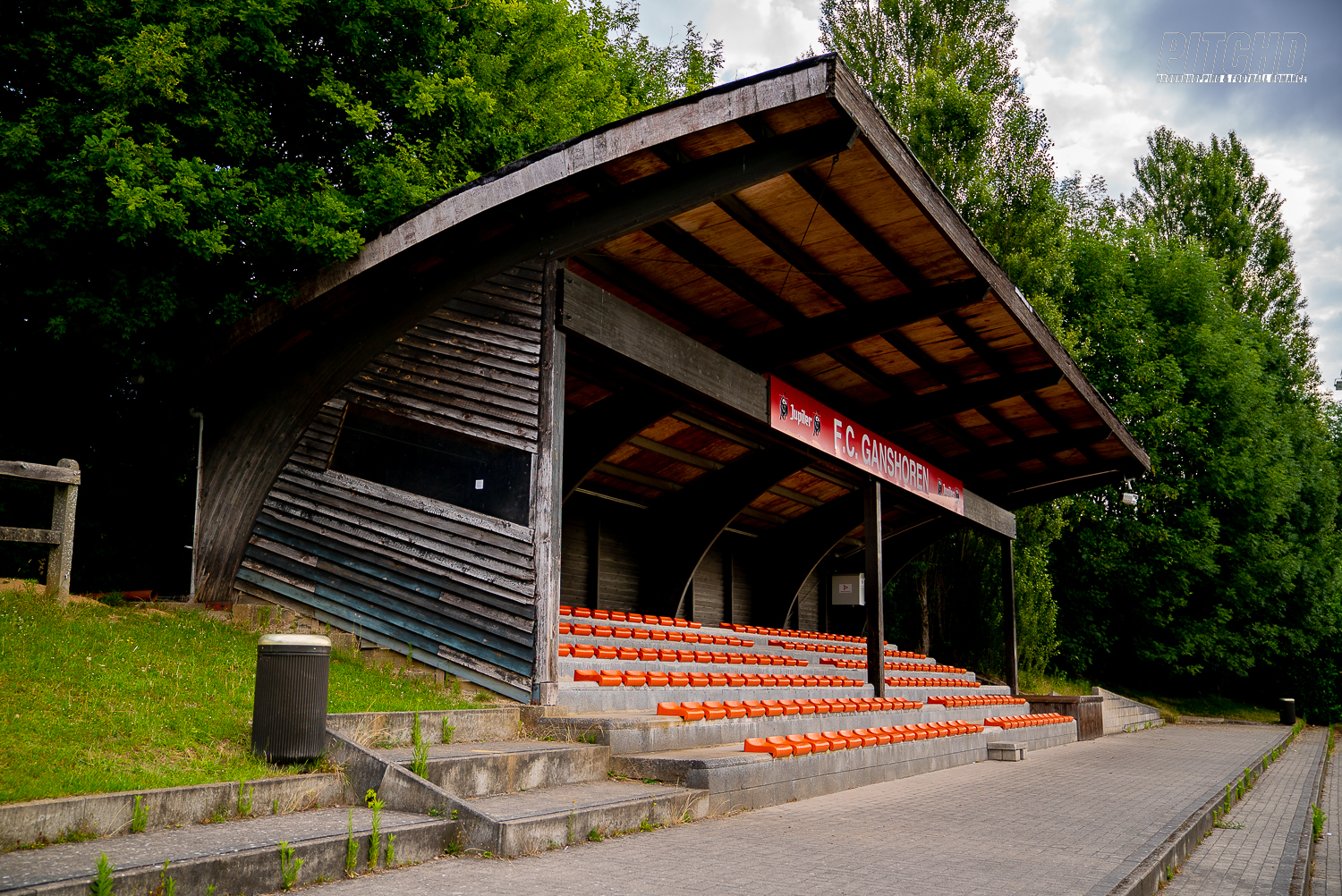
Zittribune van FC Ganshoren

FC Ganshoren is een Belgische voetbalclub uit Ganshoren. De club is aangesloten bij de KBVB met stamnummer 7569 en heeft zwart, groen en wit als kleuren. Ganshoren speelt sinds 2011 in de nationale reeksen.

## Geschiedenis
Reeds voor de Eerste Wereldoorlog werd gevoetbald in Ganshoren. In 1913 werd al een FC Ganshoren opgericht, dat zich bij de Belgische Voetbalbond aansloot. In 1924 nam die club de naam Crossing FC Ganshoren aan en bij de invoering van de stamnummers in 1926 kreeg die club nummer 55. In 1942 bereikte de club de nationale bevorderingsreeksen, toen het derde niveau, vanaf begin jaren 50 Vierde Klasse. In 1959 verliet de club echter Ganshoren en ging spelen in Sippelberg in het nabijgelegen Sint-Jans-Molenbeek onder de naam R. Crossing Club de Molenbeek. De club zou de volgende jaren opklimmen tot in Eerste Klasse en verhuizen naar Schaarbeek. In de jaren 80 verliet de club na een fusie de hoofdstad en speelt nu Elewijt als KCVV Elewijt.
Na het vertrek van Crossing zat de gemeente Ganshoren zonder voetbalclub.
Een nieuwe club voorheen aangesloten bij de A.B.S.S.A. met name Red Star Ganshoren FC werd als werkende club bij de K.B.V.B. aangesloten in 1964 met stamnummer 6679 en speelde zes seizoenen van september 1964 tot en met  mei 1970 in IVe Provinciale Brabant en legde de boeken neer in 1970.
FC Ganshoren speelde het seizoen 1970/71 bij het Koninklijke Katholieke sportverbond (KKVS) nu Koninklijke Vlaamse Voetbalbond, werd officieel opgericht op 1 april 1971 en sloot op 22 mei 1971 aan bij de KBVB met stamnummer 7569. De club ging van start op het laagste niveau in de Brabantse provinciale reeksen.
FC Ganshoren bleef de volgende decennia met wisselende resultaten in de provinciale reeksen spelen. Halverwege de jaren 90 begon een gestage opmars van de club. In 1997 zakte FC Ganshoren nog naar Vierde Provinciale, het allerlaagste niveau, maar de club kon na een titel na een seizoen weer terugkeren in Derde Provinciale. Ook daar pakte men in 2001 de titel en de bijhorende promotie naar Tweede Provinciale. Ganshoren bleef er verschillende seizoenen spelen, tot het in 2008 ook hier kampioen werd. De club promoveerde zo naar de hoogste provinciale afdeling.
Na de promotie in 2008 kende FC Ganshoren in Eerste Provinciale een wisselvallig seizoen. Men eindigde in de staart van de rangschikking, maar behaalde wel de tweede periodetitel. Ganshoren mocht naar de provinciale eindronde, maar werd er uitgeschakeld. Twee jaar later eindigde men derde en mocht men opnieuw naar de eindronde. Ganshoren bereikte er de finale en wist die te winnen tegen RUS Albert Schaerbeek (RUSAS). Voor het eerst in haar bestaan bereikte de club zo in 2011 de nationale reeksen.
In oktober 2018 werd trainer Serge Debacker na 20 jaar dienst ontslagen. Onder Debacker was de club van Derde provinciale naar Derde klasse amateurs gestegen. Onder zijn opvolger Michel Delph promoveerde de club in maart 2020 naar Tweede klasse amateurs.

## Resultaten
| Seizoen | Klasse | Klasse | Klasse | Klasse | Klasse | Klasse | Klasse | Klasse | Klasse | Reeks                                                    | Punten                                                   | Opmerkingen                                                                        |
|         | I      | I      | II     | III    | IV     | P.I    | P.II   | P.III  | P.IV   |                                                          |                                                          |                                                                                    |
| ------- | ------ | ------ | ------ | ------ | ------ | ------ | ------ | ------ | ------ | -------------------------------------------------------- | -------------------------------------------------------- | ---------------------------------------------------------------------------------- |
| 2008/09 |        |        |        |        |        |        |        |        |        | Eerste prov. Brabant                                     |                                                          |                                                                                    |
| 2009/10 |        |        |        |        |        | 10     |        |        |        | Eerste prov. Brabant                                     | 34                                                       |                                                                                    |
| 2010/11 |        |        |        |        |        | 3      |        |        |        | Eerste prov. Brabant                                     | 51                                                       | Promotie via eindronde                                                             |
| 2011/12 |        |        |        |        | 7      |        |        |        |        | Vierde klasse B                                          | 45                                                       |                                                                                    |
| 2012/13 |        |        |        |        | 9      |        |        |        |        | Vierde klasse B                                          | 35                                                       |                                                                                    |
| 2013/14 |        |        |        |        | 13     |        |        |        |        | Vierde klasse B                                          | 33                                                       | Behoud via eindronde                                                               |
| 2014/15 |        |        |        |        | 12     |        |        |        |        | Vierde klasse B                                          | 37                                                       |                                                                                    |
| 2015/16 |        |        |        |        | 13     |        |        |        |        | Vierde klasse B                                          | 24                                                       |                                                                                    |
|         | 1A     | 1B     | 1Am    | 2Am    | 3Am    | P.I    | P.II   | P.III  | P.IV   | Vanaf 2016-17 zijn er 3 nationale en 2 regionale niveaus | Vanaf 2016-17 zijn er 3 nationale en 2 regionale niveaus | Vanaf 2016-17 zijn er 3 nationale en 2 regionale niveaus                           |
| 2016/17 |        |        |        |        | 12     |        |        |        |        | Derde klasse Am.                                         | 25                                                       |                                                                                    |
| 2017/18 |        |        |        |        | 11     |        |        |        |        | Derde klasse Am.                                         | 36                                                       |                                                                                    |
| 2018/19 |        |        |        |        | 13     |        |        |        |        | Derde klasse Am.                                         | 31                                                       | Behoud ondanks nederlaag tegen RAFC Oppagne-Wéris in eindronde                     |
| 2019/20 |        |        |        |        | 1      |        |        |        |        | Derde klasse Am.                                         | 53                                                       | Kampioen door het vroegtijdig stopzetten van de competitie ivm. de corona-uitbraak |
| 2020/21 |        |        |        | -      |        |        |        |        |        | Tweede afdeling C                                        | -                                                        | competitie geschrapt wegens coronavirus                                            |
| 2021/22 |        |        |        | 6      |        |        |        |        |        | Tweede afdeling C                                        | 49                                                       |                                                                                    |
| 2022/23 |        |        |        | 13     |        |        |        |        |        | Tweede afdeling C                                        | 44                                                       |                                                                                    |
| 2023/24 |        |        |        | 14     |        |        |        |        |        | Tweede afdeling ACFF                                     | 39                                                       |                                                                                    |
| 2024/25 |        |        |        | 13     |        |        |        |        |        | Tweede afdeling ACFF                                     | 41                                                       |                                                                                    |
| 2025/26 |        |        |        |        |        |        |        |        |        | Tweede Afdeling ACFF                                     |                                                          |                                                                                    |

## Bekende spelers
- Lanfia Camara
- Cédric Ciza (jeugd)
- Jason Denayer (jeugd)
- Sébastien Dufoor (jeugd)
- Emilio Ferrera (speler-trainer)
- Jordan Garcia-Calvete
- Junior Malanda (jeugd)
- Benjamin Mokulu (jeugd)
- Valery Nahayo
- Nicolas Timmermans